# NGC 7164
NGC 7164 este o galaxie situată în constelația Vărsătorul. A fost descoperită în 1886 de către Francis Leavenworth.